# Cătina (okręg Kluż)
Cătina – wieś w Rumunii, w okręgu Kluż, w gminie Cătina. W 2011 roku liczyła 807 mieszkańców.